# Mariona Aubert Torrents
Mariona Aubert Torrents (* 4. Mai 1983 in San Quirce del Valles) ist eine ehemalige spanische Biathletin und Skilangläuferin.
Mariona Aubert lebt in Jaca und arbeitet bei der Guardia Civil für die sie auch sportlich startete. Mit dem Biathlonsport begann sie 2002 und gehört seitdem auch dem Nationalkader ihres Landes an. Im selben Jahr startete sie schon bei der Junioren-Weltmeisterschaft in Ridnaun, belegte aber wie ein Jahr später in Kościelisko nur hintere Ränge. Etwas besser verlief die Junioren-Europameisterschaft 2003 in Forni Avoltri mit Rang 23 im Einzel als bestes Ergebnis. Die Biathlon-Militärweltmeisterschaft 2004 in Östersund brachten für Aubert die Plätze 34 im 10-Kilometer-Langlauf und 40 im Biathlon-Sprint. Seit 2004 tritt die Spanierin im Erwachsenenbereich an. Zunächst startete sie im Biathlon-Europacup, wenig später debütierte sie als 86. im Sprint von Oberhof im Biathlon-Weltcup. Bestes Weltcup-Ergebnis wurde Rang 83 im Sprint von Pokljuka. Höhepunkt der Saison wurde die erstmalige Teilnahme an einer Weltmeisterschaft. In Hochfilzen lief sie auf Platz 91 im Einzel und 88. im Sprint. 2007 wurde sie in Antholz 89. des Sprints.
Neben Biathlon betrieb Aubert auch Skilanglauf und ist vor allem auf nationaler Ebene sehr erfolgreich. 2003 und 2004 trat sie bei Continental- und FIS-Rennen an, erreichte bei nationalen FIS-Rennen auch teilweise gute Ergebnisse. Bei Militärweltmeisterschaften erreichte die Spanierin über 10 Kilometer 2005 in Predeal Platz 24 und 2007 in Haanja Rang 20. 2005 gewann sie die nationalen Titel über 5 Kilometer und im Verfolgungsrennen. 2008 wurde sie zudem Vizemeisterin im Sprint und über 15 Kilometer sowie Drittplatzierte über 5 Kilometer in Candanchu.

## Biathlon-Weltcup-Platzierungen
Die Tabelle zeigt alle Platzierungen (je nach Austragungsjahr einschließlich Olympische Spiele und Weltmeisterschaften).
- 1.–3. Platz: Anzahl der Podiumsplatzierungen
- Top 10: Anzahl der Platzierungen unter den ersten zehn (einschließlich Podium)
- Punkteränge: Anzahl der Platzierungen innerhalb der Punkteränge (einschließlich Podium und Top 10)
- Starts: Anzahl gelaufener Rennen in der jeweiligen Disziplin

| Platzierung         | Einzel | Sprint | Verfolgung | Massenstart | Staffel | Gesamt |
| ------------------- | ------ | ------ | ---------- | ----------- | ------- | ------ |
| 1. Platz            |        |        |            |             |         |        |
| 2. Platz            |        |        |            |             |         |        |
| 3. Platz            |        |        |            |             |         |        |
| Top 10              |        |        |            |             |         |        |
| Punkteränge         |        |        |            |             |         |        |
| Starts              | 3      | 5      |            |             |         | 8      |
| Stand: Karriereende |        |        |            |             |         |        |